# 马西莫贝利尼剧院

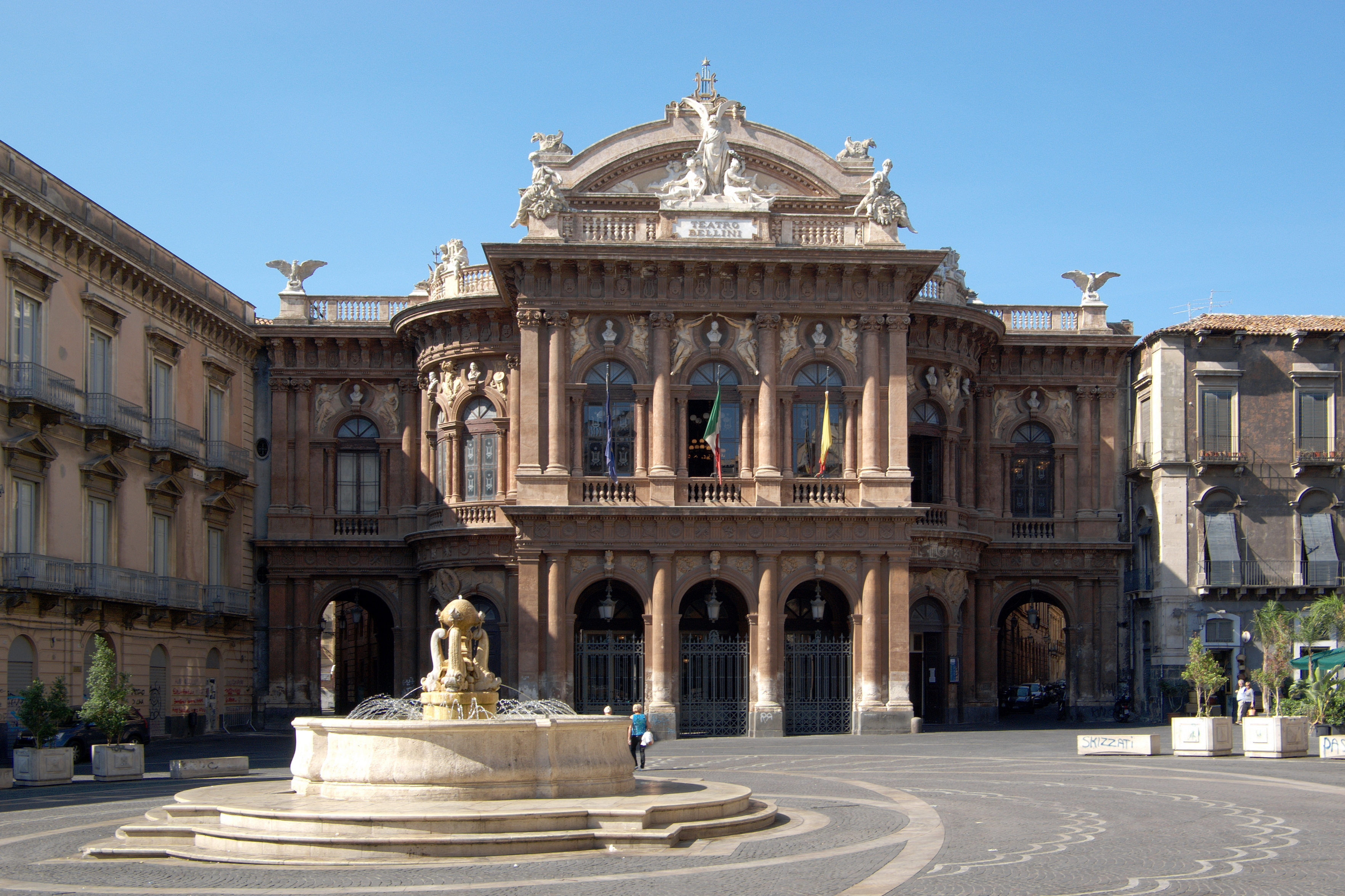
马西莫贝利尼剧院

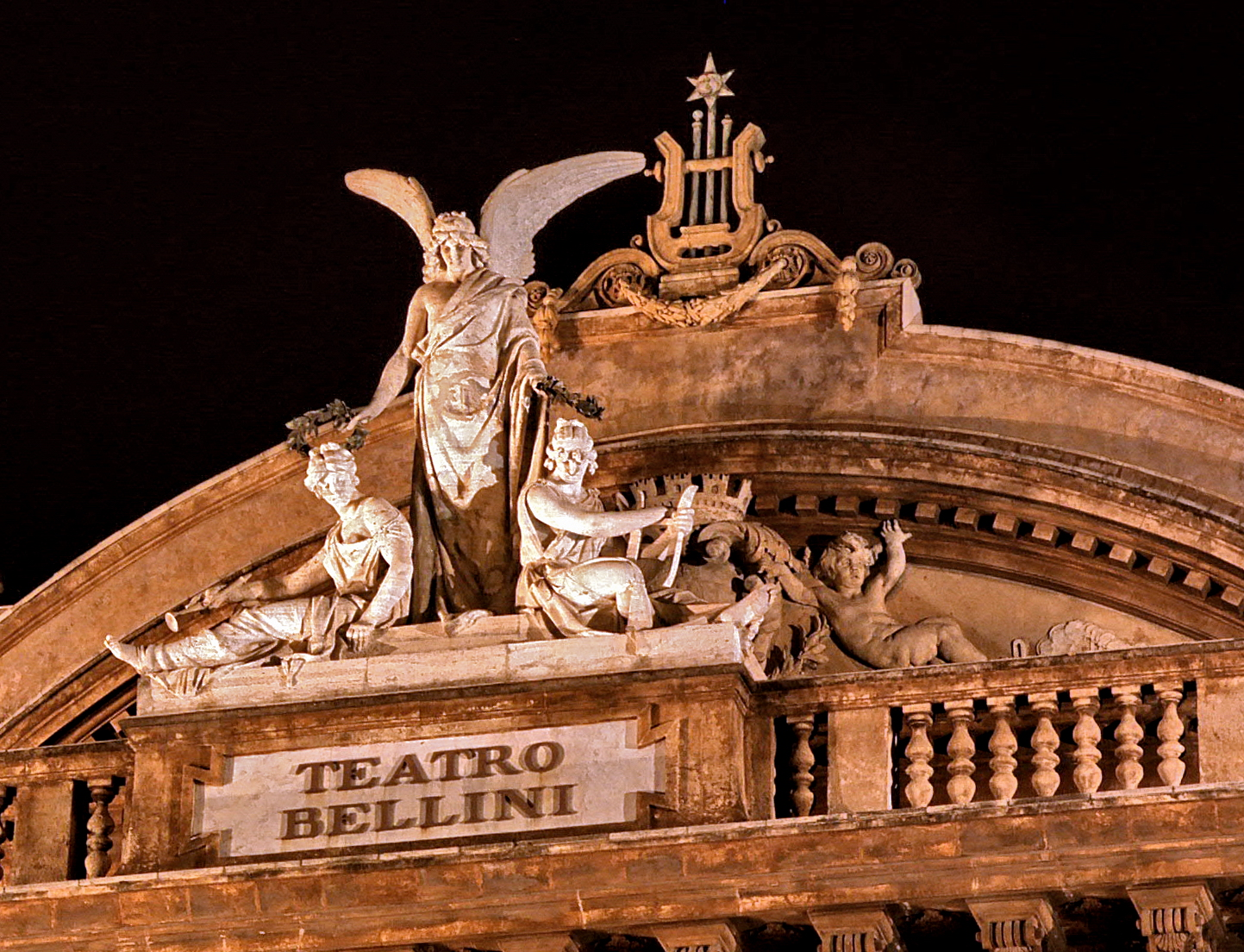
立面细部

马西莫贝利尼剧院（Teatro Massimo Bellini）是一座歌剧院，位于意大利西西里东部城市卡塔尼亚的温琴佐·贝利尼广场（Piazza Vincenzo Bellini）。该剧院以当地出生的作曲家温琴佐·贝利尼命名。共有1200个座位。
马西莫贝利尼剧院于1890年5月31日开业，首演剧目为温琴佐·贝利尼的名作《诺尔玛》。
该剧院的外观与周边建筑一致，均为17世纪末西西里巴洛克风格。